# Полынная школа
Полынная школа (англ. Sagebrush School) — американское литературное движение, представленное, преимущественно, писателями-мужчинами из штата Невада, на территории которого широко распространён кустарник полыни трёхзубой. Включает различные литературные жанры: драму, эссе, художественные, исторические и сатирические произведения, журналистику, мемуары, поэзию . Название Полынная школа было дано ему литературоведом Эллой Стерлинг Мигелс.

«Полынная школа? Почему нет? Ничто во всей нашей западной литературе так отчетливо не отдает землей, как типичные книги, написанные жителями Невады и той внутренней части штата, где растёт полынь» — Элла Стерлинг Мигелс.Оригинальный текст (англ.)Sagebrush school? Why not? Nothing in all our Western literature so distinctly savors of the soil as the characteristic books written by the men of Nevada and that interior part of the State where the sagebrush grows.

Движение зародилось во фронтире. Полынная школа внесла весомый вклад в американскую литературу на территории Невады в период развития здесь горнодобывающей промышленности с 1859 по 1914 год. Движение имело несколько характерных черт, главной из которых был литературный талант его участников. Члены Полынной школы были умными и опытными писателями. Их стиль отличался остроумием, был дерзким, бросавшим вызов общественным устоям. Одним из родоначальников движения был Джозеф Томпсон Гудман, печатавшийся в издании «Территориал Энтерпрайз» в Верджиния-Сити, территория Невада. Самым известным представителем Полынной школы и журналистом «Территориал Энтерпрайз» был Марк Твен. В 2009 году имена членов Полынной школы были внесены в Зал славы писателей Невады.

## Писатели

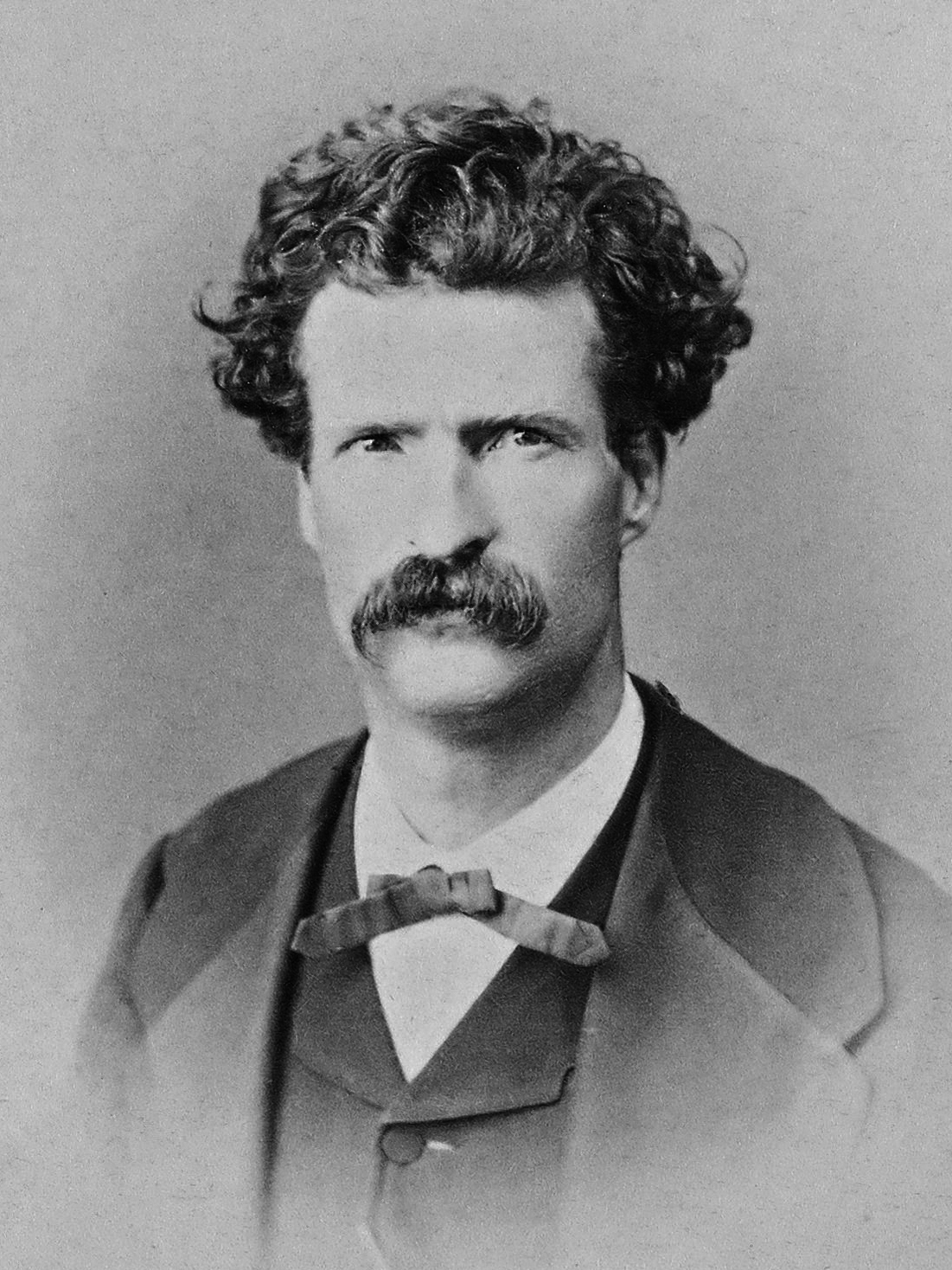
Марк Твен, самый известный представитель Полынной школы.

- Сэмюэл Клеменс (Марк Твен);
- Роллин Даггет[англ.];
- Сэмюэл Пост Дэвис[англ.];
- Альфред Дотен;
- Томас Фич[англ.];
- Джеймс Гэлли;
- Джозеф Томпсон Гудман[англ.];
- Чарльз Кэрролл Гудвин;
- Фрэд Хат;
- Сара Уиннемакка Хопкинс[7][8];
- Дэнис Маккарти;
- Артур Макивен;
- Генри Раст Мигелс[англ.];
- Джон Франклин Свифт[англ.];
- Лайнг Джим Таунсенд[англ.];
- Джозеф Уэссон;
- Дэн Декуилл[англ.].